# Shaun Wright-Phillips
Shaun Cameron Wright-Phillips (Greenwich, London, Engleska, UK, 25. listopada 1981.) je engleski umirovljeni nogometaš i bivši nacionalni reprezentativac. Igrao je na poziciji krila.
ESPN ga opisuje kao "odličnog driblera koji stvara mnoge šanse za svoje suigrače".

## Karijera

### Klupska karijera

#### Manchester City
Wright-Phillips je rođen u londonskoj četvrti Greenwich a kao junior je trenirao najprije u Nottingham Forestu da bi sa 17 godina otišao u juniorski podmladak Manchester Cityja. U seniorskoj momčadi je debitirao 1999. u uzvratnom susretu Liga kupa protiv Burnleyja gdje je ušao u igru kao zamjena za Terryja Cookea. Dva mjeseca poslije toga je ostvario i svoj prvenstveni debi protiv Port Valea. Ozljedom Paula Dickova, Shaun je bio njegova zamjena sve do igračevog oporavka i povratka na nogometne terene.
Osvojivši naslov viceprvaka engleske druge lige 2000. godine, Manchester City se plasirao u Premier ligu. Napretkom kluba napredovao je i Wright-Phillips koji je u svojoj prvoj sezoni u Premier ligi ostvario 12 nastupa u početnom sastavu dok je sedam puta ulazio u igru kao rezerva. Sam klub je odmah nakon te sezone ispao u niži rang dok je vodstvo Cityja zamijenilo trenera Joea Roylea s Kevinom Keeganom.
Pod Keeganovim vodstvom igrač je postao standardan a sam trener ga je premjestio iz napadačke pozicije na mjesto krilnog igrača. Također, u razdoblju od 2000. do 2003. Shaun je osvojio četiri uzastopne nagrade za najboljeg mladog igrača kluba čime je prestigao Stevea Kinseyja koji je bio nagrađen tri puta.

#### Chelsea
17. srpnja 2005. igrača u rodni London dovodi Chelsea koji ga kupuje od Cityja za 21 milijun GBP. S klubom je potpisao petogodišnji ugovor te je u prvoj sezoni nasupio u 39 utakmica u svim natjecanjima. Svoj prvi gol za klub je zabio u Ligi prvaka protiv Levskog iz Sofije, čak 17 mjeseci od transfera u londonsi klub.
Početkom sezone 2007./08. igrač je osigurao standardno mjesto u momčadi kao desno krilo a zadržao ga je i nakon što je José Mourinho napustio klub a naslijedio ga Avram Grant. Dolaskom brazilskog trenera Luiza Felipea Scolarija, igrač gubi mjesto u prvom sastavu zbog čega napušta klub.

#### Manchester City
28. kolovoza 2008. Wright-Phillips se vraća u Manchester City s kojim potpisuje četverogodišnji ugovor. Klub ga je doveo za nepoznat iznos a pretpostavlja se da se radi o 8,5 milijuna GBP. U svojoj prvoj utakmici igrač je zabio dva pogotka u gostujućoj prvenstvenoj pobjedi od 3:0 protiv Sunderlanda. Svoj treći gol za klub je zabio Portsmouthu koji je poražen s visokih 6:0.
U sezoni 2010./11. igrač je ostvario svega sedam premijerligaških nastupa, prvenstveno nakon dovođenja Davida Silve i Yaye Touréa u klub. Tijekom svoje posljednje sezone u dresu Građana, Wright-Phillips je osvojio FA Kup.

#### QPR
31. kolovoza 2011. na posljednji dan ljetnog transfernog roka igrač potpisuje za Queens Park Rangers. Za klub je debitirao već za dva tjedna protiv Newcastle Uniteda dok su ga navijači proglasili igračem utakmice. Prvi gol za klub zabio je tek nako godinu dana u Liga kupu protiv Walsalla.
U klubu je proveo četiri sezone nakon čega je u ljeto 2015. otišao u američki MLS potpisavši za New York Red Bulls gdje se pridružio bratu Bradleyju.

### Reprezentativna karijera
Wright-Phillips je za Englesku debitirao 18. kolovoza 2004. u susretu protiv Ukrajine kada je ušao u igru kao zamjena te je zabio impresivan gol u drugom poluvremenu. 17. studenog 2004. Shaun Wright-Phillips je na prijateljskoj utakmici protiv Španjolske igranoj u Madridu, bio glavna meta rasističkih napada.
1. lipnja 2010. tadašnji engleski izbornik Fabio Capello uvrstio je Wright-Phillipsa na popis reprezentativaca za predstojeće Svjetsko prvenstvo u Južnoj Africi. To je ujedno i jedino veće reprezentativno natjecanje na kojem je Shaun nastupio u dresu Engleske.
Posljednju utakmicu za reprezentaciju odigrao je 12. listopada 2010. protiv Crne Gore.

#### Pogoci za reprezentaciju
| #  | Datum               | Mjesto                              | Protivnik   | Pogodak | Rezultat | Natjecanje                        |
| -- | ------------------- | ----------------------------------- | ----------- | ------- | -------- | --------------------------------- |
| 1. | 18. kolovoza 2004.  | St James' Park, Newcastle, Engleska | Ukrajina    | 3 : 0   | 3 : 0    | Prijateljska utakmica             |
| 2. | 8. rujna 2007.      | Wembley, London, Engleska           | Izrael      | 1 : 0   | 3 : 0    | Kvalifikacije za EURO 2008.       |
| 3. | 13. listopada 2007. | Wembley, London, Engleska           | Estonija    | 1 : 0   | 3 : 0    | Kvalifikacije za EURO 2008.       |
| 4. | 6. veljače 2008.    | Wembley, London, Engleska           | Švicarska   | 2 : 1   | 2 : 1    | Prijateljska utakmica             |
| 5. | 14. listopada 2009. | Wembley, London, Engleska           | Bjelorusija | 2 : 0   | 3 : 0    | Kvalifikacije za SP u JAR-u 2010. |
| 6. | 3. ožujka 2010.     | Wembley, London, Engleska           | Egipat      | 2 : 1   | 3 : 1    | Prijateljska utakmica             |

## Osvojeni trofeji

### Klupski trofeji
| Engleska        | Engleska            | Engleska        |
| Klub            | Natjecanje          | Sezona / godina |
| --------------- | ------------------- | --------------- |
| Manchester City | Engleska 2. liga    | 2001./02.       |
| Chelsea         | FA Community Shield | 2005.           |
| Chelsea         | Englesko prvenstvo  | 2005./06.       |
| Chelsea         | FA Kup              | 2007.           |
| Chelsea         | FA Liga kup         | 2007.           |
| Manchester City | FA Kup              | 2011.           |

## Vanjske poveznice
- Profil i statitstika igrača na Soccerbase.com
- BBC-jeva statistika  Arhivirana inačica izvorne stranice od 9. prosinca 2012. (Wayback Machine)